# Денежная реформа
Денежная реформа — осуществляемые государством изменения в области денежного обращения, как правило, направленные на укрепление денежной системы. Осуществляется в рамках финансово-экономической политики.
Причины проведения денежной реформы носят политический или экономический характер, они могут быть следующими:
- Распад денежной системы из-за гиперинфляции или смены политического строя;
- Формирование нового государства или объединения государств;
- Необходимость устранения излишка денежной массы;
- Конфискация преступных доходов;
- Повышение доверия населения к деньгам.

Выделяют следующие виды денежной реформы:
- Переход от одного денежного эквивалента к другому — например, переход от медных денег к серебряным в Древнем Риме или переход от биметаллизма к монометаллизму в большинстве европейских стран в конце XIX — начале XX века.
- Замена денежных знаков (банкнот и монет) ставших неполноценными (и/или обесцененной монеты) полноценной монетой или неразменных разменными (например, в Великобритании в 1695 году были изъяты все старые монеты, потерявшие свой первоначальный вес, для перечеканки их в новые, полноценные; Россия в результате реформы 1839—1843 годов перешла от бумажных денег—ассигнаций к кредитным билетам, разменным на серебро);
- Стабилизация валюты[1] или частичные меры по упорядочению денежного обращения путём девальвации, деноминации, ревальвации и т. п.;
- Образование новой денежной системы[1] — осуществляется в период распада, приобретения независимости бывшими колониями, образования государств и т. п.

Для денежной реформы необходимы предпосылки, такие как экономический рост, увеличение производства и товарооборота, стабилизация государственного бюджета и платёжного баланса, снижение государственной задолженности, увеличение золотовалютных резервов, политическая стабильность. Наиболее успешными являются денежные реформы, проводимые в рамках комплексной программы социально-экономического развития страны, включающей также регулирование инфляции и стабилизацию денежного обращения.

## История

Рейхсмарка была выведена из денежного обращения в 1948 году

В 1948 году в Западной Германии была проведена денежная реформа. К лету 1948 года был переизбыток денежных ресурсов в трех западногерманских зонах. Он составлял 132—134 миллиарда рейхсмарок, тогда как нормальные объемы денежной массы должны были составлять 13-14,5 миллиардов марок. 20 июня 1948 года на территории трех западногерманских зон начался пересмотр валютного порядка. Изменения происходили в соответствии с законами военной администрации № 61,62 и 63 «О денежной реформе», которые были приняты на протяжении июня. На территории французской оккупационной зоны и Бизонии был создан Банк немецких земель — единый эмиссионный центр. Вводилась новая денежная единица — немецкая марка. Жители Западной Германии в течение 2 месяцев могли обменять наличными до 60 марок, по курсу 1:1.
Из этих 60 марок, 40 выплачивалось сразу, а еще 20 по прошествии 30 дней. Денежные выплаты должны были получить разные учреждения и предприятия. Местным бюджетам направляли средства в немецких марках, которые были эквивалентны их среднемесячному доходу за 6 месяцев. Суммы, которые оставались на счетах в банках и на сберегательных вкладах, обменивались на новую валюту, курс составлял 10:1. Долговые обязательства также пересчитывались в соответствии с этим курсом. Исключения составляли пенсионные выплаты, зарплаты, арендные платежи и налоги. Их конвертация происходила по курсу 1:1. Объемы финансовых средств, которые заявили предприятия, государственные институты и частные лица, составил 145 миллиардов рейхсмарок. Из оборота было выведено до 93,5 % старой денежной массы. После проведения денежной реформы была увеличена рабочая неделя и повысилась производительность труда. Проведенная в 1948 году реформа способствовала нормализации хозяйственной жизни, возобновила нормальную работу системы денежного кредита.
В России одной из первых денежных реформ, была реформа 1535—1538 годов. Поводом для проведения реформы в 1530-х годах стала порча монеты. Когда была выпущена новая монета, были предприняты действия для ее защиты. В обращении были такие денежные знаки, как рубль, полтины, гривны, алтын, новгородка. При Петре I была предпринята денежная реформа, в обращении были рубль, гривенник, копейка. При Екатерине II появились бумажные деньги, которые выходили номиналом в 25, 50, 75 и 100 рублей. Министр финансов Е. Ф. Канкрин вступил на пост в 1823 году и через несколько лет после этого осуществил денежную реформу. Царским Манифестом от 1 июля 1839 года ассигнации были зафиксированы по курсу 3,5 рубля. Финансовая реформа была проведена министром финансов С. Ю. Витте, в результате чего к 1897 году золотой запас страны составлял 1 миллиард 95 миллионов рублей.

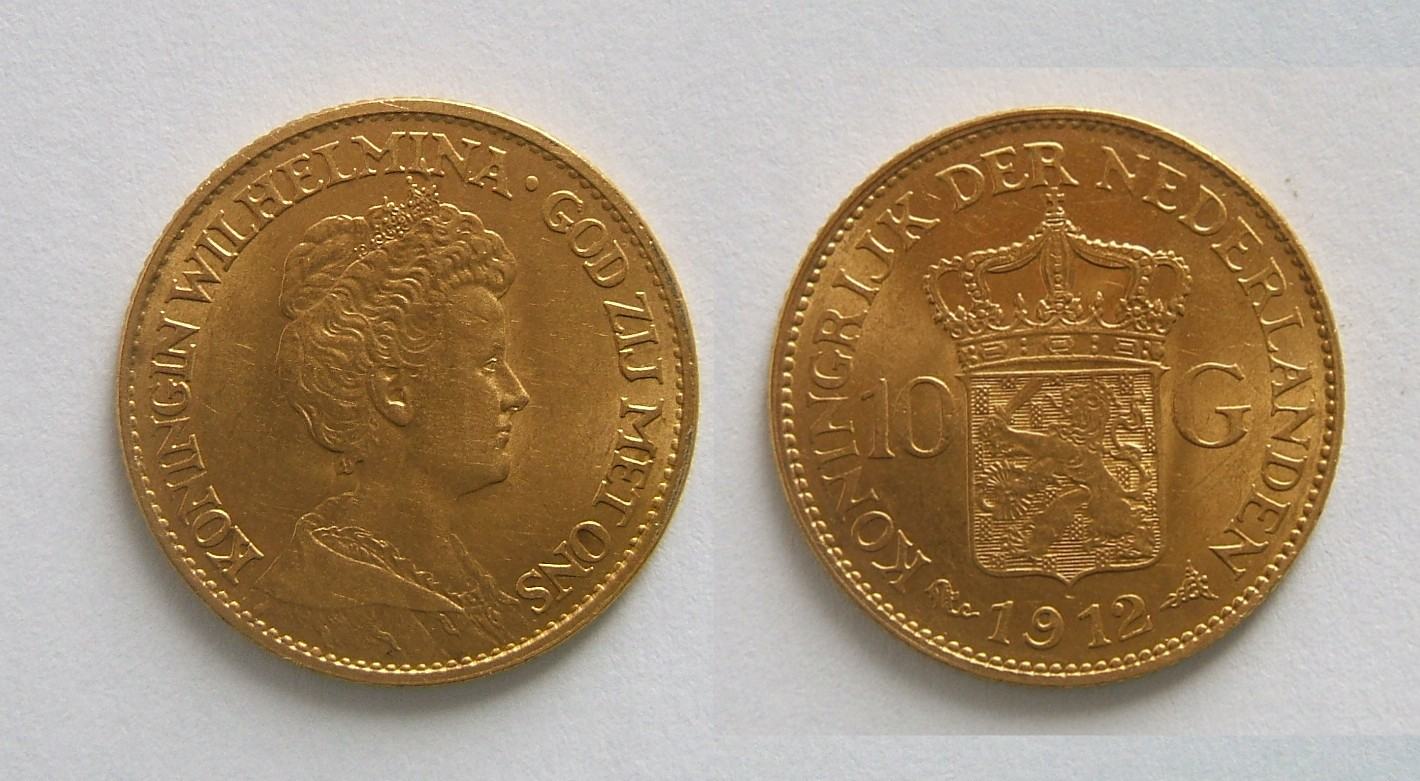
Нидерландский гульден

В 1944 году денежная реформа была проведена в Бельгии. После нее реформы были проведены в Дании, Норвегии и Нидерландах. План изменений разработал министр финансов Камилл Гутт. Денежная реформа проводилась для того, чтобы сократить денежную массу до довоенного уровня. В основе реформы была замена старых банкнот на новые банкноты. По состоянию на октябрь 1944 года банкнотное обращение сократили до 28 миллиардов франков со 100 миллиардов франков. Эффект от проводимой реформы был недолгим, и вскоре правительство обратилось к печатному станку для того, чтобы покрыть все расходы. По состоянию на сентябрь 1946 года банкнотное обращение в Бельгии увеличилось в пару раз и составило 71 миллиард франков.
В Нидерландах в результате обмена банкнот сократилась денежная масса с 5,5 миллиардов до 1,31 миллиардов гульденов по состоянию на октябрь 1945 года. Но результат также был краткосрочным, так как к ноябрю 1946 года в обращении было 3 миллиарда гульденов. Во Франции летом 1945 года был проведен обмен старых купюр на новые. В итоге денежная масса сократилась на 30 %.